# Dionizy Zatwornik
Dionizy Zatwornik (ur. w XV w., zm. w XV w.) – zakonnik z monasteru kijowsko-pieczerskiego, prawosławny święty.

## Życiorys
Podstawą życiorysu jest wzmianka w Pateryku Kijowsko-Pieczerskim, w opowiadaniu o cudzie, który wydarzył się w grocie w Wielkanoc 1453 r. W dzień Wielkanocy wszedł do pieczar, aby okadzić relikwie świętych. Przybywszy na miejsce okadzając relikwie, powiedział: „Święci ojcowie i bracia! Dziś jest wielki dzień, Chrystus zmartwychwstał!”. Legenda głosi, że głos wydobywający się ze wszystkich relikwii odpowiedział mu: „Prawdziwie zmartwychwstał!”. Po tym cudzie Dionizy spędził resztę życia w odosobnieniu.  